# Michael Rutschky
Michael Rutschky (Berlín, 25 de mayo de 1943 - Ibidem, 18 de marzo de 2018) fue un escritor alemán.

## Vida
Se crio en Spangenberg, en el estado federado de Hesse. Estudió entre 1963 y 1971 sociología, literatura y filosofía en la Universidad Johann Wolfgang Goethe (con Theodor W. Adorno y Jürgen Habermas), en la Universidad de Gotinga y en la Universidad Libre de Berlín, donde entre 1969 y 1978 trabajó como investigador social. En 1978 se doctoró en filosofía. Entre 1979 y 1984 residió en Múnich, entre 1979 y 1980 trabajó en la redacción de la revista Merkur y entre 1980 y 1981 en la de la revista Transatlantik. En 1985 se trasladó a Berlín. Entre 1985 y 1997 fue redactor de la revista Der Alltag. Die Sensationen des Gewöhnlichen. 
Como escritor, en las décadas de 1970 y 1980 desarrolló una original variante de los ensayos, con el uso de figuras ficticias pero a la vez muy pausibles, con reflexiones reveladoras sobre los géneros literarios. En sus textos los pasajes narrativos y las interpretaciones sociológicas de la vida cotidiana actual constituyen una mezcla con efectos a menudo cómicos. Se le atribuye el dicho: «los niños son sustitutos muy malos de los perros».
Es miembro del PEN Club Internacional de Alemania. En 1997 recibió el premio Heinrich Mann, en 1999 obtiene el cargo de profesor de poesía en la Universidad de Heidelberg y en los años 2008-2009 fue becado por la Internationales Künstlerhaus Villa Concordia de Bamberg. 
Estuvo casado con la periodista y pedagoga Katharina Rutschky, aunque enviudó en el año 2010.

## Obra
- Schüler im Literaturunterricht. (1975)
- Studien zur psychoanalytischen Interpretation von Literatur. (1978)
- Erfahrungshunger. Ein Essay über die siebziger Jahre. (1980)
- Lektüre der Seele. Eine historische Studie über die Psychoanalyse der Literatur. (1981)
- Wartezeit. Ein Sittenbild. (1983)
- Zur Ethnographie des Inlands. (1984)
- Auf Reisen. Ein Fotoalbum. (1986)
- Was man zum Leben wissen muß. Ein Vademecum. (1987)
- Thomas – mach ein Bild von uns! (1988)
- Reise durch das Ungeschick und andere Meisterstücke. (1990)
- Mit Dr. Siebert in Amerika. (1991)
- Traumnachrichten. (1991)
- Unterwegs im Beitrittsgebiet. (1994)
- Die Meinungsfreude. Anthropologische Feuilletons. (1997)
- Der verborgene Brecht. Ein Berliner Stadtrundgang. (1997)
- Lebensromane. Zehn Kapitel über das Phantasieren. (1998)
- Berlin. Die Stadt als Roman. (2001)
- Wie wir Amerikaner wurden. Eine deutsche Entwicklungsgeschichte. (2004)
- Das Merkbuch. Eine Vatergeschichte. (2012)

## Como editor
- Errungenschaften. Eine Kasuistik. (1982)
- 1982. Ein Jahresbericht. (1983)
- 1983. Tag für Tag. Der Jahresbericht. (1984)
- Die andere Chronik. 1987. (1987)